# Lijst van voetbalinterlands Canada - Portugal (vrouwen)
Deze lijst van voetbalinterlands is een overzicht van alle officiële voetbalinterlands tussen de nationale vrouwenteams van Canada en Portugal. De landen hebben tot nu toe drie keer tegen elkaar gespeeld.

## Wedstrijden
| № | Plaats            | Datum         | Competitie       | Wedstrijd         | Uitslag |
| - | ----------------- | ------------- | ---------------- | ----------------- | ------- |
| 1 | Albufeira         | 15 maart 2001 | Algarve Cup 2001 | Canada − Portugal | 2 − 1   |
| 2 | Silves            | 5 maart 2002  | Algarve Cup 2002 | Portugal − Canada | 1 − 7   |
| 3 | São João da Venda | 6 maart 2017  | Algarve Cup 2017 | Canada − Portugal | 0 − 0   |

## Samenvatting
| Competitie  | Totaal gespeeld | Winst Canada | Gelijk | Winst Portugal | Doelsaldo Canada – Portugal |
| ----------- | --------------- | ------------ | ------ | -------------- | --------------------------- |
| Algarve Cup | 3               | 2            | 1      | 0              | 9 − 2                       |
| Totaal      | 3               | 2            | 1      | 0              | 9 − 2                       |